# Louis St. Laurent
Louis Stephen St. Laurent (Ngày 1 tháng 2 năm 1882 - ngày 25 tháng 7 năm 1973) là Thủ tướng Canada thứ 12, từ ngày 15 tháng 11 năm 1948 đến ngày 21 tháng 6 năm 1957. Ông là Đảng Tự do Canada Tự do với một nền tảng vững chắc trong cộng đồng người nói tiếng Pháp Công giáo, từ đó ông đã từ lâu đã huy động sự hỗ trợ cho Thủ tướng William Lyon Mackenzie King. Các sáng kiến chính sách đối ngoại của ông đã biến Canada thành một thuộc địa cũ biệt lập với ít vai trò trong các vấn đề thế giới đối với một "quyền lực trung gian" năng động. St. Laurent là một người đề xuất nhiệt tình về việc gia nhập Canada NATO vào năm 1949 để chống lại chủ nghĩa toàn trị cộng sản, vượt qua sự phản đối của một số người trí thức, Đảng Lao động và nhiều người Canada gốc Pháp.